# Les Chevaux de la tourmente

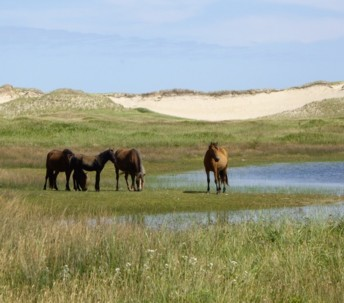
Les poneys sauvages de l'île de Sable.

Les Chevaux de la tourmente (Touching Wild Horses) est un film dramatique canadien d'Eleanor Lindo, avec Mark Rendall et Jane Seymour, sorti le 11 septembre 2002.

## Synopsis
Mark, un petit garçon de 12 ans, est envoyé chez sa tante Fiona, une naturaliste qui étudie les chevaux sauvages de l'île de Sable. Fiona reprend l'éducation de l'enfant traumatisé par le coma de ses parents, et lui impose des règles strictes dues à son métier, dont l'interdiction de toucher les chevaux sauvages. Mark brise cette règle en sauvant un poulain orphelin.

## Fiche technique
- Titre télévisé : Le Galop de la liberté (en France)

## Distribution
- Mark Rendall : Mark Benton
- Jane Seymour : Fiona Kelsey
- Charles Martin Smith : Charles Thurston
- Gloria Slade :
- James McGowan : John Benton
- Danielle Bouffard : Megan Benton
- Andrew Tarbet : Mark, adulte
- Vickie Papavs :
- Jef Mallory :
- Jay Hickman : Mark, adulte (voix)

## Réception critique
Le film reçoit de mauvaises critiques : Janet Barkhouse de la Sable Island Green Horse Society estime qu'il « insulte l'intelligence, le cœur et le bon sens », concluant que « les créateurs de ce film doivent des excuses de poids à l'île de Sable et à ses habitants ».